# Grimori
Un grimori és un manual de màgia que inclou instruccions sobre com invocar esperits i dimonis, crear objectes màgics i llançar conjurs.

## Estructura
No hi ha una sola estructura de grimori, però sí que apareixen elements comuns, com una taula de correspondències (entre astres, esperits o materials) que ajuda al mag en les seves receptes; dibuixos propiciatoris per a transmetre energia psíquica, com per exemple el pentacle; explicacions de l'origen d'aquell saber (normalment directament revelat per la divinitat o traduït d'una font autoritzada); un seguit d'encanteris amb passos concrets per a la seva realització i invocacions o pregàries per garantir la seguretat del bruixot o iniciat. En alguns d'ells s'usen codis secrets per evitar que el llibre pugui ser utilitzat si cau en mans inapropiades, per això en molts grimoris es pot rastrejar la història de la criptografia.

## Història
Els grimoris són tan antics com l'escriptura, ja que totes les cultures primerenques atorgaven gran importància a la màgia i els seus sacerdots o mags consignaven alguns dels seus secrets en documents diversos, si bé gran part del seu coneixement era secret i es transmetia oralment només als iniciats. Així, es troben tauletes de cera mesopotàmiques amb instruccions per a fer i desfer encanteris, apareixen referències a objectes màgics als jeroglífics egipcis i la cultura grecollatina té diversos manuals complets sobre sabers ocults, amb al·lusions als perses.
Al mateix temps es crea una tradició apòcrifa, que fa aparèixer grimoris d'autors amb suposats poders però que no van poder escriure mai aquelles obres: la tradició de Zaratustra, Moisès, Hermes Trismegist i Salomó d'Israel, entre d'altres. Aquests noms es repetirien a l'edat mitjana, on els grimoris viurien una revifada amb el teocentrisme general: si Déu tenia poder per canviar i crear la natura, aquest es podia transmetre als entesos, si existien forces malignes com Satanàs, era possible invocar-les amb el coneixement precís. La tradició jueva i islàmica també incorporaren figures anàlogues, basant-se en mites anteriors de genis, àngels i dimonis que podien ajudar a prendre part del poder diví. Durant el renaixement va continuar la difusió, i posteriorment impressió, de grimoris i altres llibres màgics.
La Inquisició i la caça de bruixes van fer passar aquests escrits a la clandestinitat, per ser considerats herètics, però no per això van desaparèixer, sinó que es van mantenir entre els grups afins a la màgia fins que el romanticisme els va tornar a popularitzar, de vegades amb una visió irònica o folklòrica. L'aparició de nous cultes religiosos basats en suposades revelacions a líders amb poders màgics va incrementar la varietat de rituals i invocacions presents en ells. L'adveniment de la wicca i altres branques del neopaganisme van suposar un nou auge d'aquests llibres durant el segle xx, sovint lligats a la cultura popular de la literatura fantàstica.

## Grimoris cèlebres
Es llisten a continuació alguns dels grimoris més influents en la història de l'ocultisme i la màgia:
- Arbatel de magia veterum
- El llibre d'Abramelí
- Grand Grimoire
- Clavicula Salomonis Regis
- La poule noire
- Grimorium Verum
- Livre des Esperitz
- Rauðskinna
- Livro de São Cipriano
- Liber Officium Spirituum
- Simon Necronomicon
- De Occulta Philosophia libri III
- Manual de Múnich de Magia Demoníaca